# 閩南語維基百科
閩南語維基百科（原稱Holopedia）是維基媒體基金會協作計劃的維基百科閩南語版本。閩南語維基百科書寫內容書寫閩南與臺灣文化，除了介紹閩南語文化風情之外，也對於化學領域、生物學相關條目有所著墨，也有漢族語言學相關條目。除了與閩南文化息息相關的風土民情，世界各國與中國大城市的條目也佔有些許的篇幅。
閩南語維基百科以羅馬化的白話字作為書面文字；後來也開放使用台羅拼音作為內文撰寫文字，但條目名仍以白話字為標準。2017年有提出建議增加漢字的命名空間的方案，方便儲放白話字或台羅的條目的漢字轉寫版（以臺灣閩南語推薦用字或本字為基本原則）。然而，目前仍未有新命名空間可供漢字條目撰寫，故先以「Pang-chān」（即英文版的Help、中文版的幫助）頁面做為漢字文章的存放處。閩南語維基百科以最具代表且分布最廣（泉州、漳州、廈門、臺灣及新加坡等地）的泉漳方言來拼寫白話字。採用羅馬化文字的閩南語維基百科，與多數拼音化語文一樣，對於外國人事物的翻譯有其優勢與便利性。
闽南语维基百科最重要的贡献之一，是为现代标准汉语以外的汉语族諸语言设立维基百科开路。在闽南语维基百科设立之后，汉语族的其他语言如文言文、粵文、贛語、吴语、闽东语、客家语等维基百科，在隨後的几年间纷纷設立並發展，而晉語、莆仙語、湘語、閩北語 、東干語 等版本也正在孵育中。

## 歷史

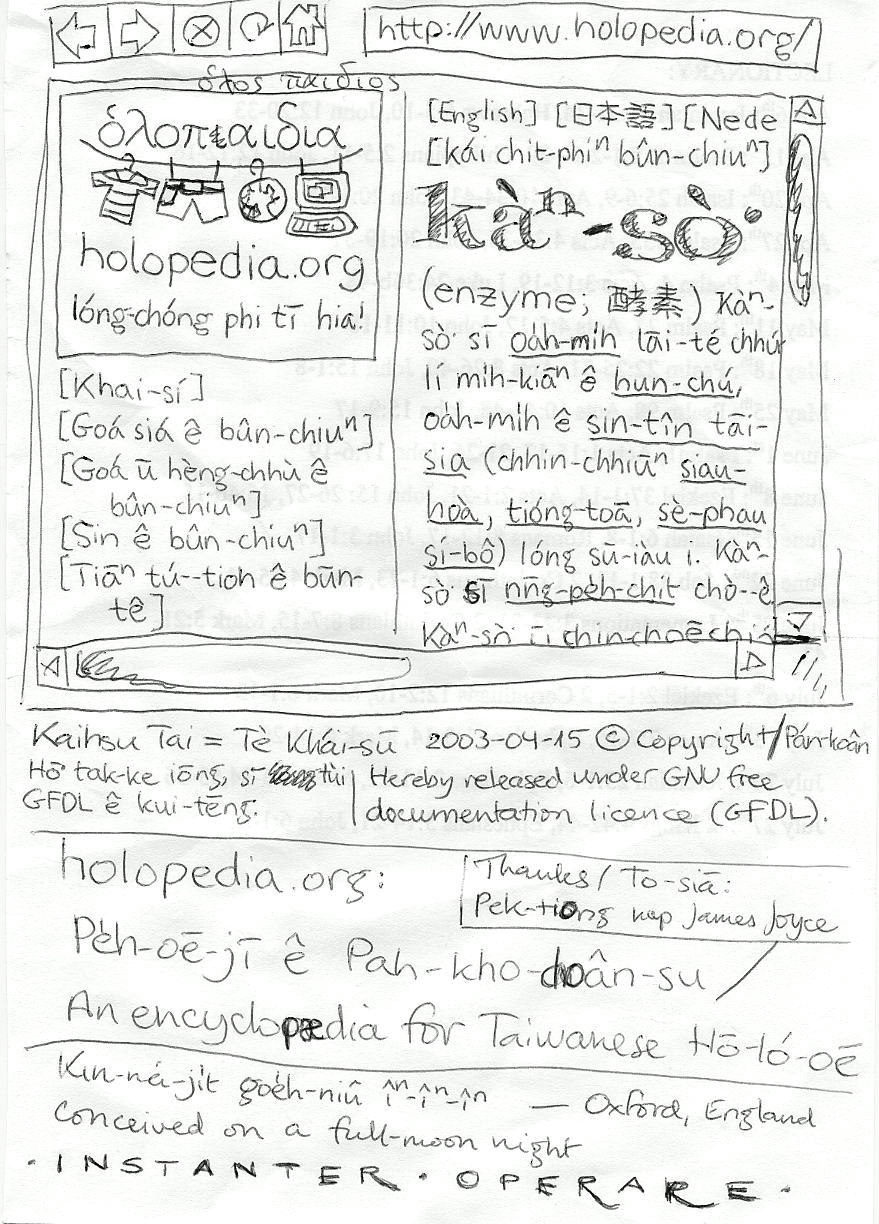
閩南語維基百科草稿

閩南語維基百科可分為兩個不同的時期，自2004年5月之前的版本位於holopedia.net（名為Holopedia）。5月底開始與維基百科合作一個新版本。閩南語維基百科百科的發起人是戴凱序（Tè Khái-sū），他在2003年4月左右開始構想這個以白話字為載體的百科計畫。同年7月國立清華大學老師陳柏中（Tân Pe̍k-tiong）建立了Holopedia.net。
Holopedia.net 是原版，與維基百科使用同一套軟體(MediaWiki)，不過與維基百科無組織關係。陳柏中為holopedia.net的發起人兼行政人員。加入維基百科後，舊有的Holopedia就不再使用。當時一共有140篇文章。發展至2004年5月，向元維基申請以「zh-min-nan」為網域名開頭的維基百科計畫，但依Ethnologue 14版語言代碼，網址開頭被指定為「zh-cfr」，經過溝通後，定為zh-min-nan.
早期用戶在加入維基百科的時候，希望使用zh-min-nan做網路域名。不過一開始時，有相關的技術人員表示異見。曾使用過 zh-cfr，這是ISO 639的zh和SIL的cfr湊成的代碼；也使用過“minnan”，最後才改成zh-min-nan。後來ISO 639-3標準中的nan（屬於zho大分類）也可以使用，但網址和大多連結代碼都尚未更改。2015年8月底，經由閩南語維基百科參與者投票，一致通過將zh-min-nan改為nan，但目前尚未變更。

## 統計
閩南語維基百科主要由幾十位熱心的維基人參與，雖然參與的人數甚少，有些拼寫或文句的錯誤可能短時間內未被發現，但是總體文章走向並未發生立場偏頗的現象。2015年6月初，閩南語維基百科擁有約一萬三千多條目，其時開始使用機器人建立大量條目，以每月逾一萬條目的速度增長，並於8月底超越粵文維基百科，成為第二大漢語族維基百科。同年12月底，成為第二部突破十萬條目的漢語族維基百科。2016年9月，成為第二部突破二十萬條目的漢語族維基百科。2020年3月，成為第二部突破三十萬條目的漢語族維基百科（此時其條目數於漢語族版本中佔比例約20%，而中文版條目數則佔70%）。
截至2020年1月底，閩南語維基百科已至少擁有條目237,024篇，自成立以來的頁面總編輯數2,003,541次，註冊用戶41,019名，活躍用戶67名左右。在條目數量方面，閩南語版本目前於維基百科所有語言中，排名第36名；在漢語族各維基百科中，閩南語版本在數量上排名第二，僅次於中文版本。基礎條目品質位列99名，在漢語族版本裡排名第四。

### 里程統計
此處羅列所有登上維基基金會新聞（Wikimedia News）有關閩南語維基百科的新聞記事：
- 2004年10月29日，閩南語維基百科條目數突破500篇。
- 2005年6月30日，閩南語維基百科條目數突破1,000篇。
- 2006年10月11日，閩南語維基百科條目數突破2,000篇。
- 2009年4月29日，閩南語維基百科條目數突破5,000篇。
- 2012年11月4日，閩南語維基百科條目數突破10,000篇。
- 2015年6月23日，閩南語維基百科條目數突破15,000篇。
- 2015年7月22日，閩南語維基百科條目數突破20,000篇。
- 2015年8月10日，閩南語維基百科條目數突破30,000篇。
- 2015年8月4日，閩南語維基百科頁面總數突破100,000篇。
- 2015年9月2日，閩南語維基百科條目數突破40,000篇。
- 2015年10月10日，閩南語維基百科條目數突破50,000篇。
- 2015年10月11日，閩南語維基百科頁面總編輯次數突破700,000次。
- 2015年10月12日，閩南語維基百科頁面總數突破200,000篇。
- 2015年10月18日，閩南語維基百科條目數突破60,000篇。
- 2015年11月1日，閩南語維基百科條目數突破70,000篇。
- 2015年11月5日，閩南語維基百科條目數突破80,000篇。
- 2015年11月30日，閩南語維基百科條目數突破90,000篇。
- 2015年12月21日，閩南語維基百科條目數突破100,000篇。
- 2016年2月6日，閩南語維基百科頁面總編輯次數突破1,000,000次。
- 2016年6月17日，閩南語維基百科條目數突破150,000篇。
- 2016年9月22日，閩南語維基百科條目數突破200,000篇。
- 2020年2月13日，閩南語維基百科條目數突破250,000篇。
- 2020年3月20日，閩南語維基百科條目數突破300,000篇。
- 2020年3月28日，閩南語維基百科條目數突破350,000篇。
- 2020年4月14日，閩南語維基百科條目數突破400,000篇。

## 外部連結
- 维基共享资源上的相關多媒體資源：閩南語維基百科
- 閩南語維基百科過去的首頁
- 闽南语維基百科
- 陳柏中, 早春的Holopedia 晚冬的Formosapedia 維基百科閩南語版的建置經驗 （页面存档备份，存于）, 原教界 2010 年 12 月號 (第 36 期) （页面存档备份，存于）